# 明本 (愛荷華州)
明本（英語：Minburn）是一個位於美國愛荷華州達拉斯縣的城市。

## 地理
明本的座標為41°45′22″N 94°01′42″W / 41.75611°N 94.02833°W，而該地的平均海拔高度為319米（即1047英尺）。

## 人口
根據2010年美國人口普查的數據，明本的面積為0.73平方千米，當中陸地面積為0.73平方千米，而水域面積為0.00平方千米。當地共有人口365人，而人口密度為每平方千米500人。